# Kasteel

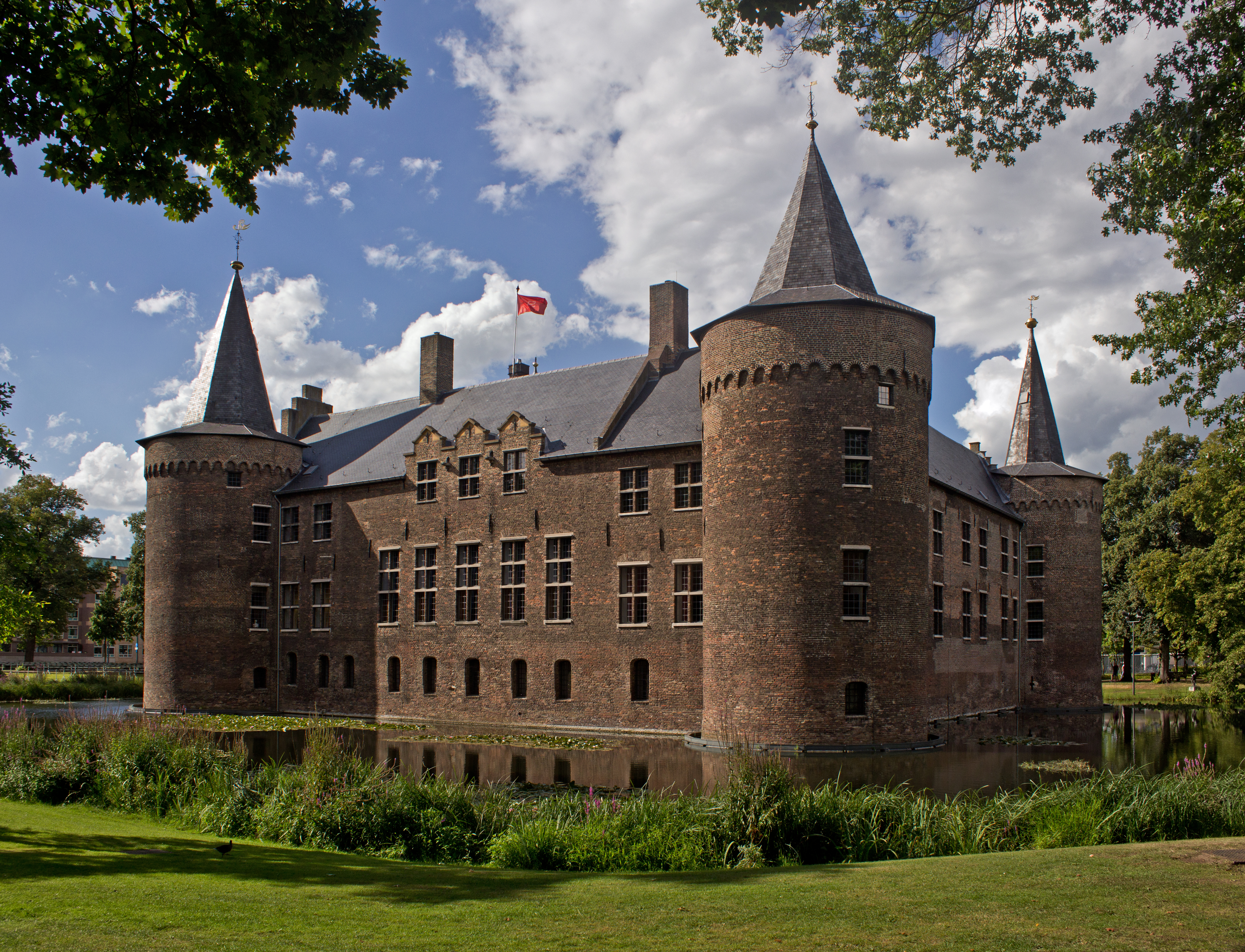
Kasteel Helmond, de grootste waterburcht van Nederland

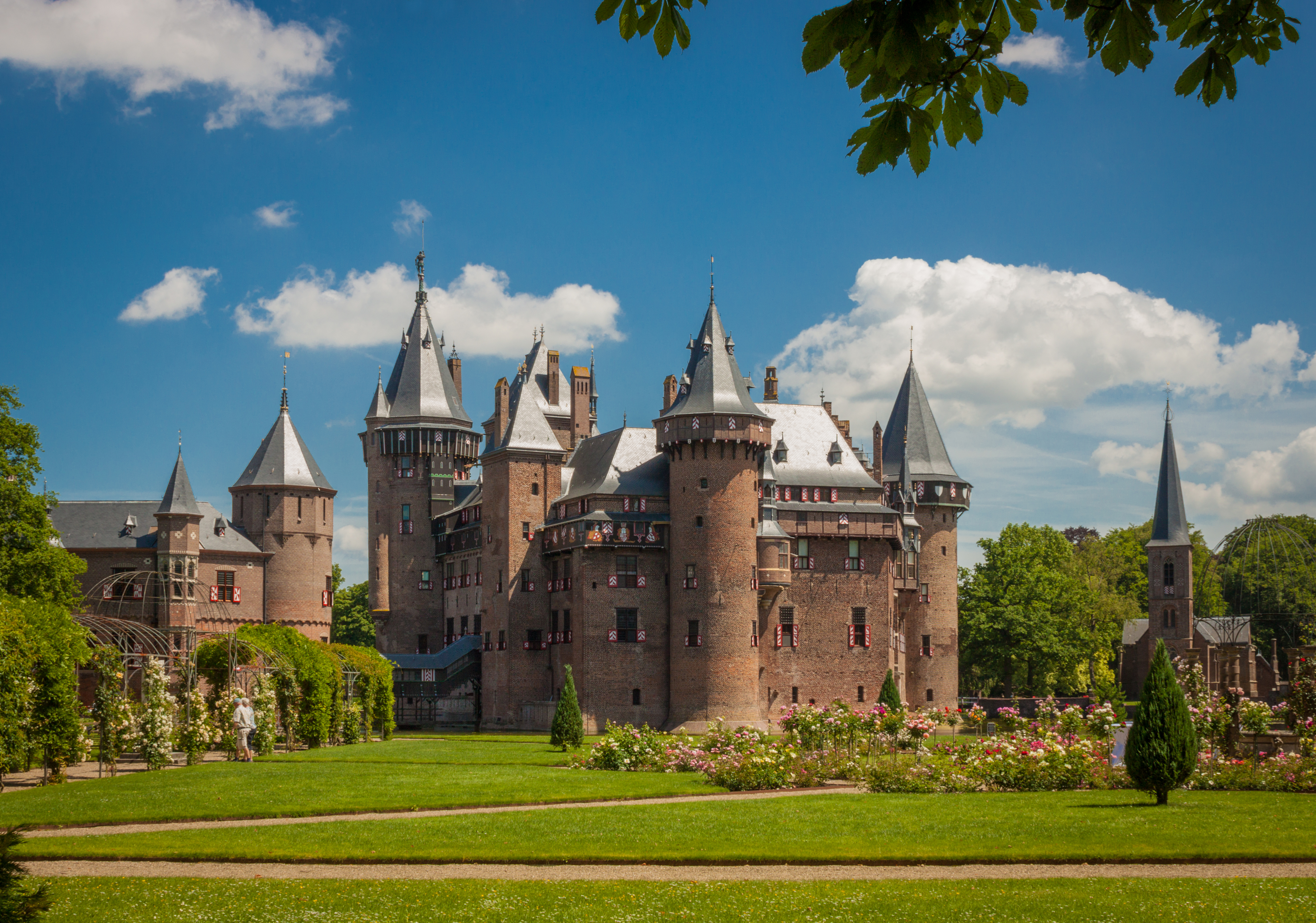
Kasteel De Haar, het grootste kasteel van Nederland

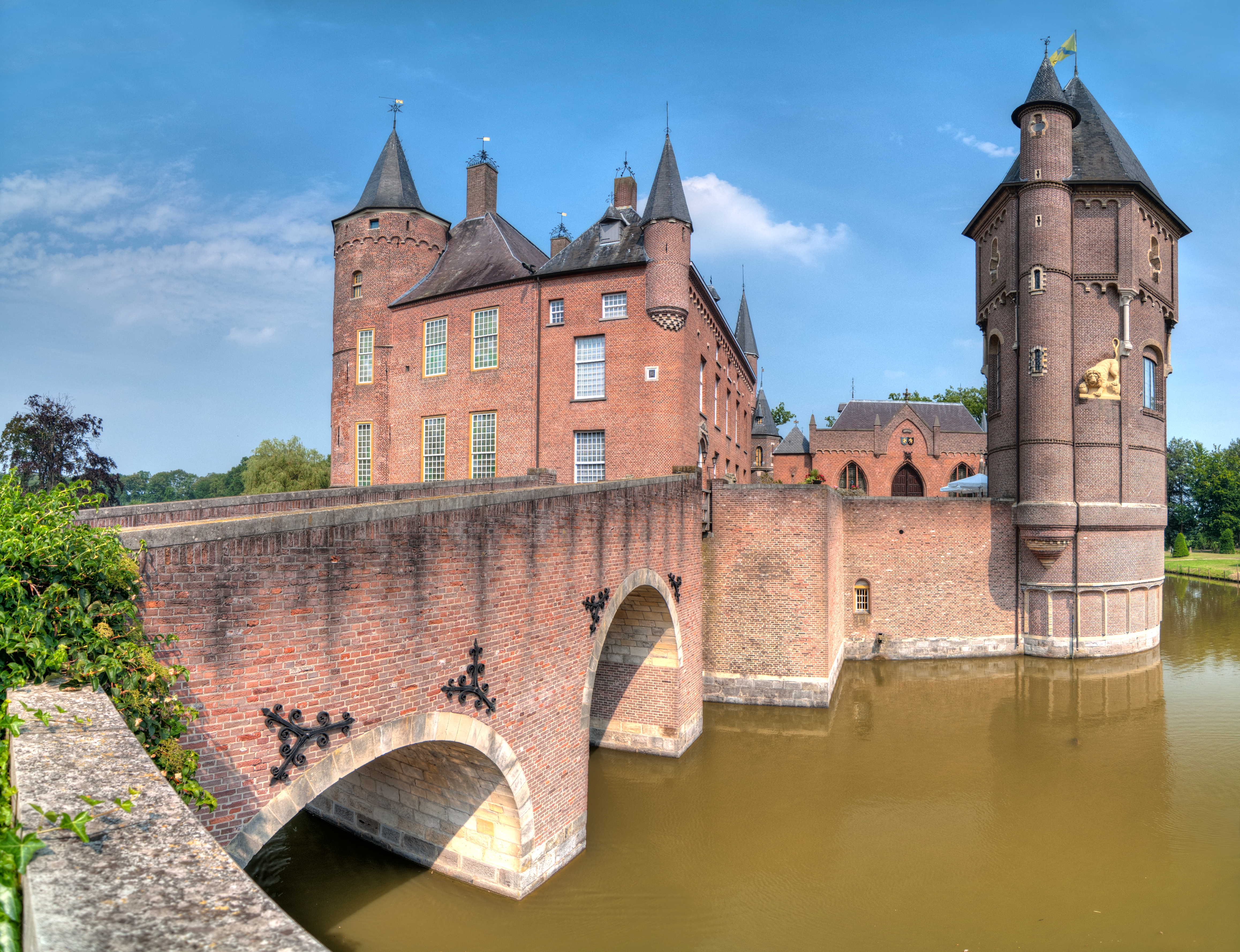
Kasteel Heeswijk, een 11e-eeuwse waterburcht

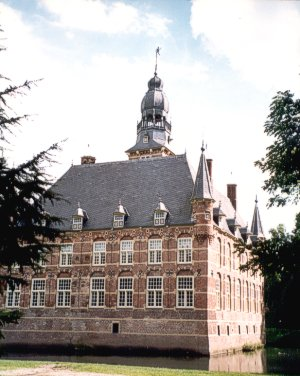
Het 17e-eeuwse Kasteel van Wijchen is gebouwd op 14e-eeuwse fundamenten.

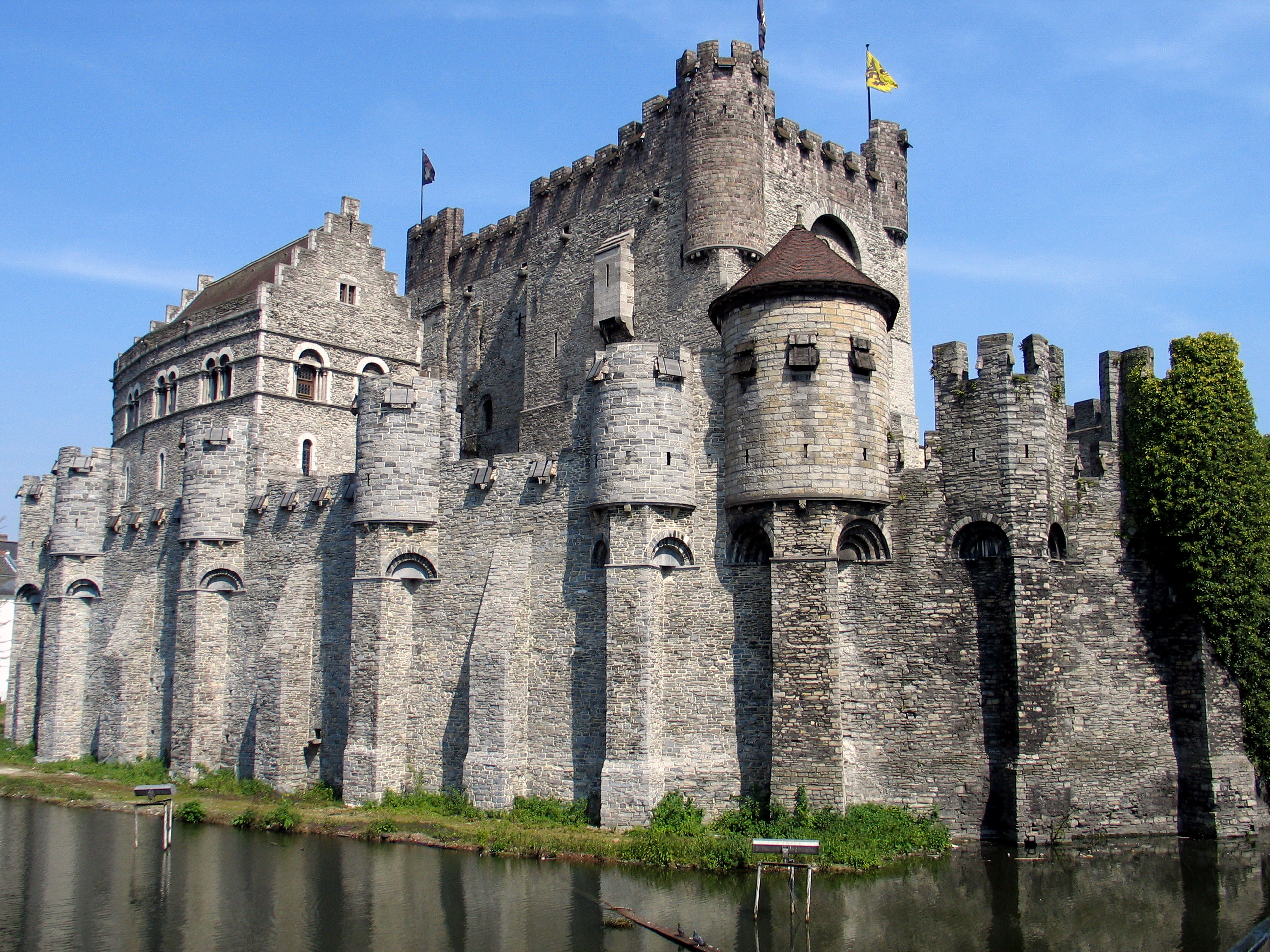
De 12e-eeuwse burcht Gravensteen in Gent.

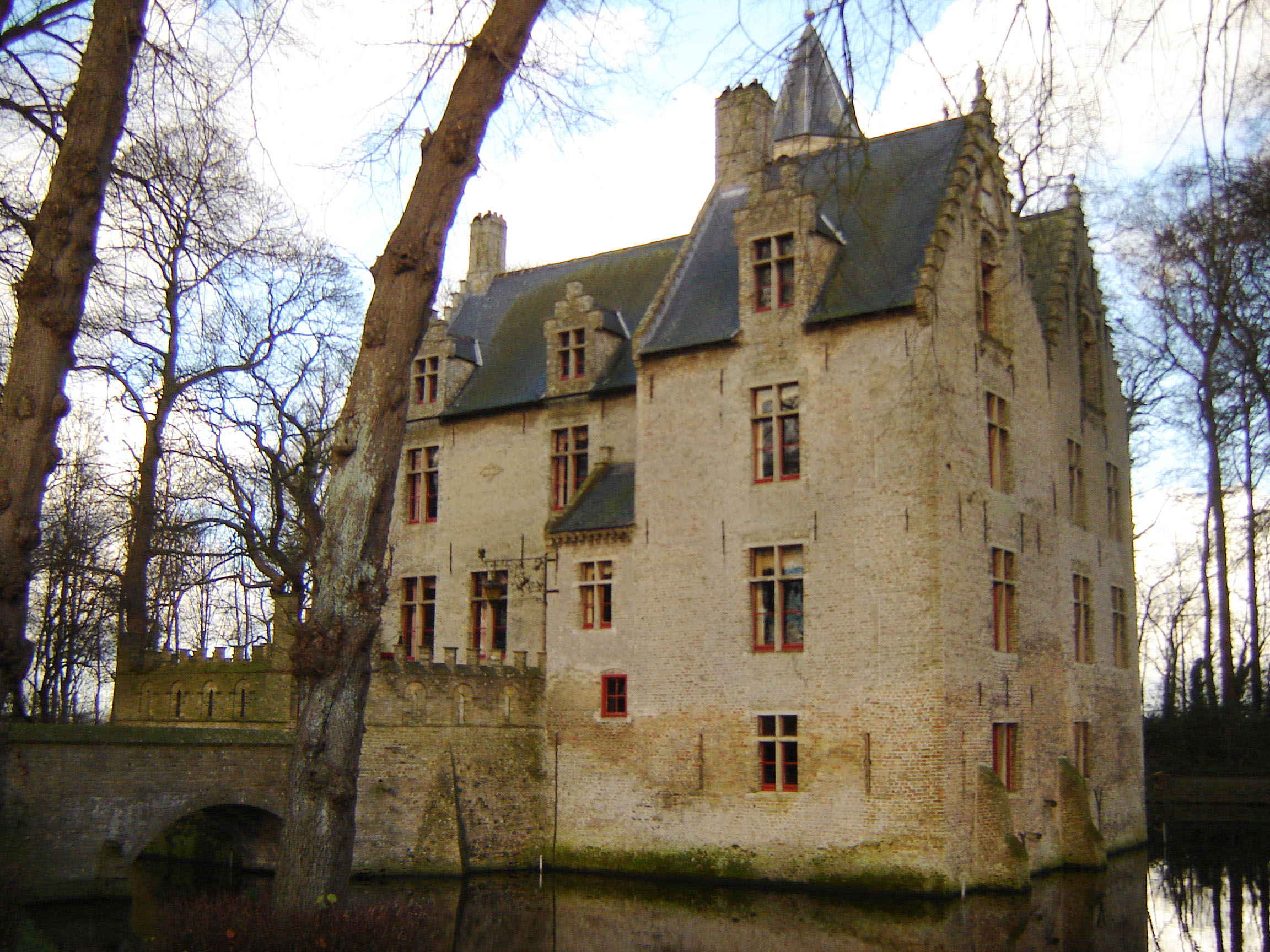
Kasteel Beauvoorde, een middeleeuwse versterkte woning.

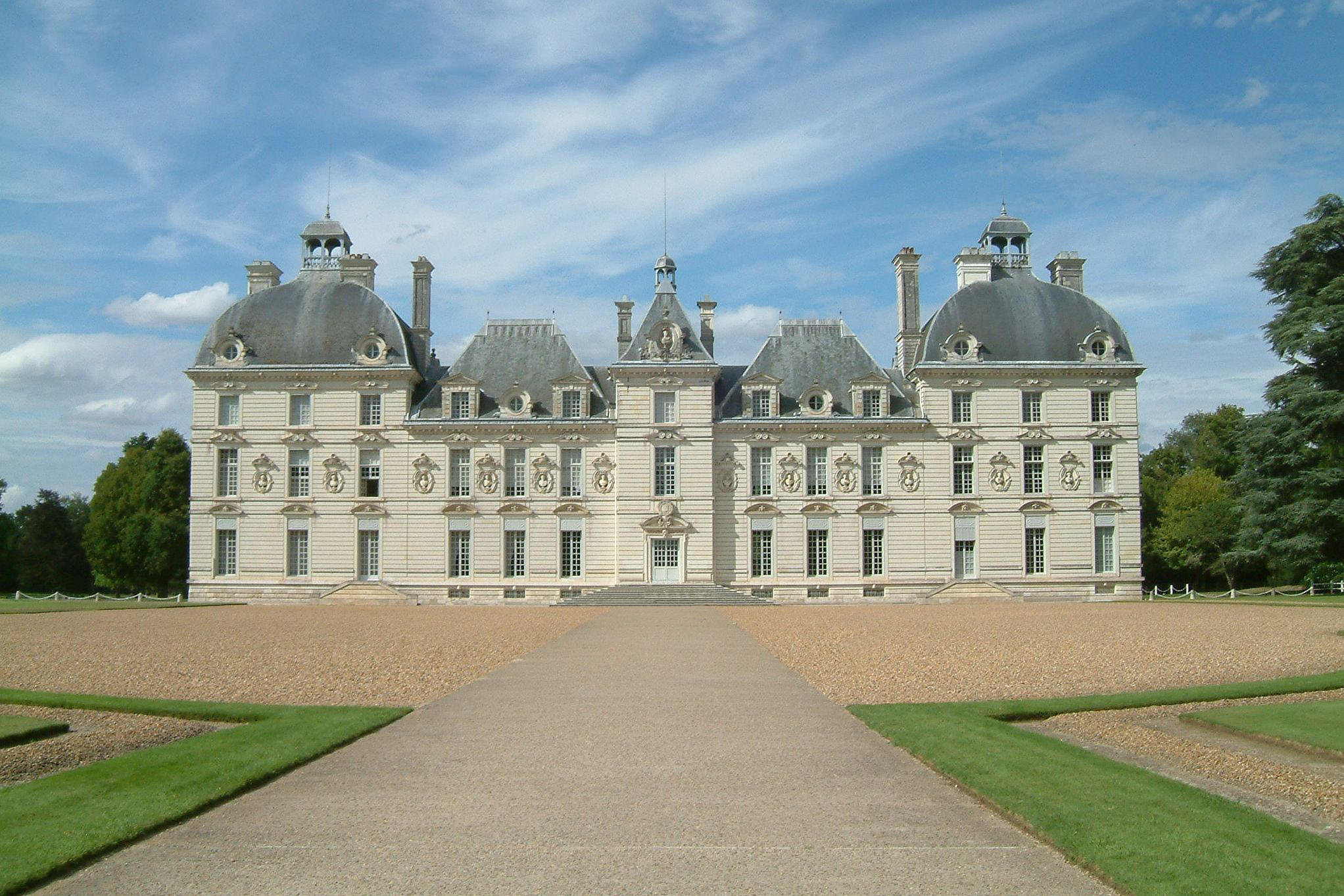
Het 17e-eeuwse symmetrische Kasteel van Cheverny in het Loiredal.

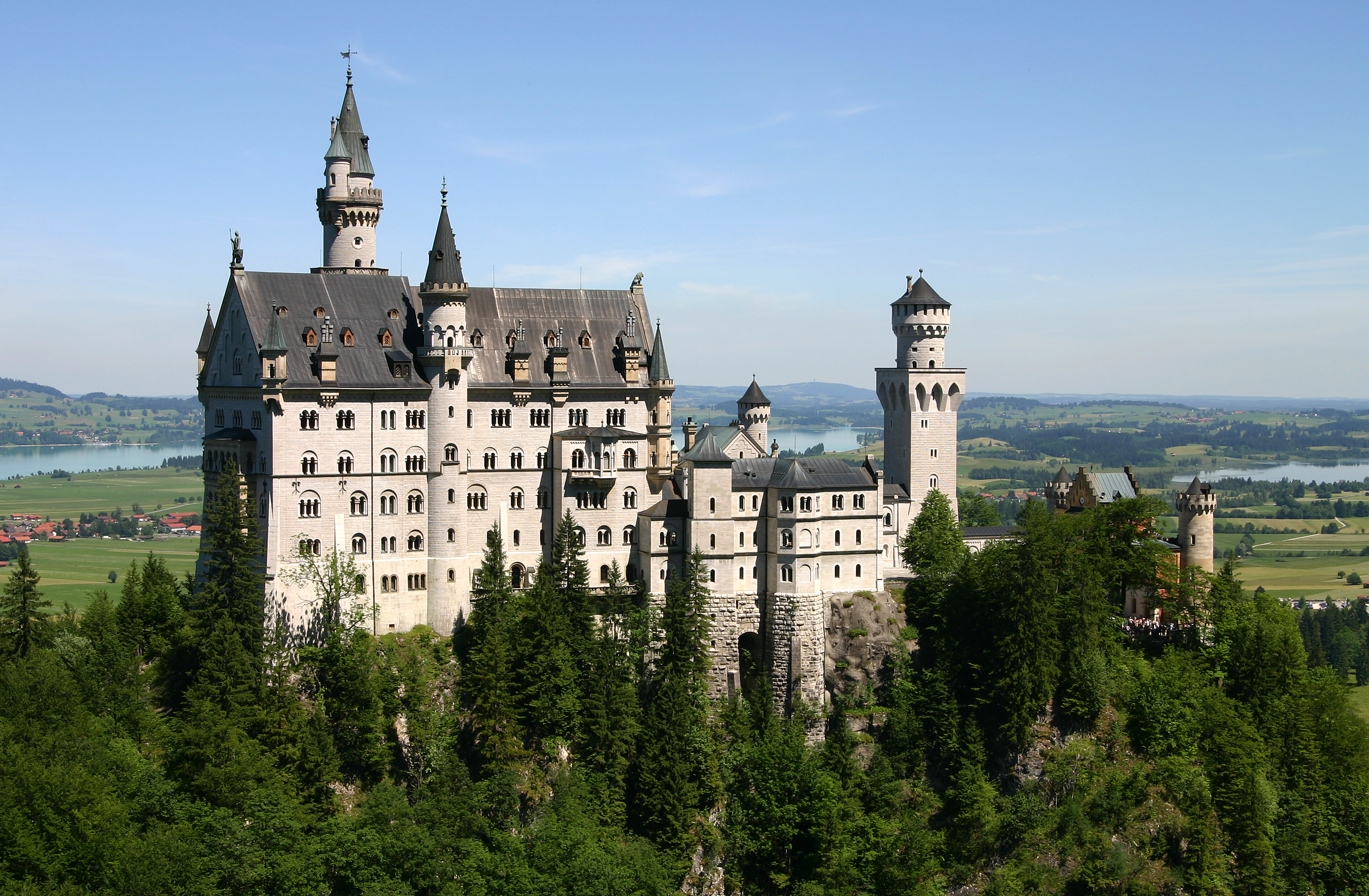
Het 19e-eeuwse Slot Neuschwanstein is gebouwd alsof het een middeleeuws kasteel is.

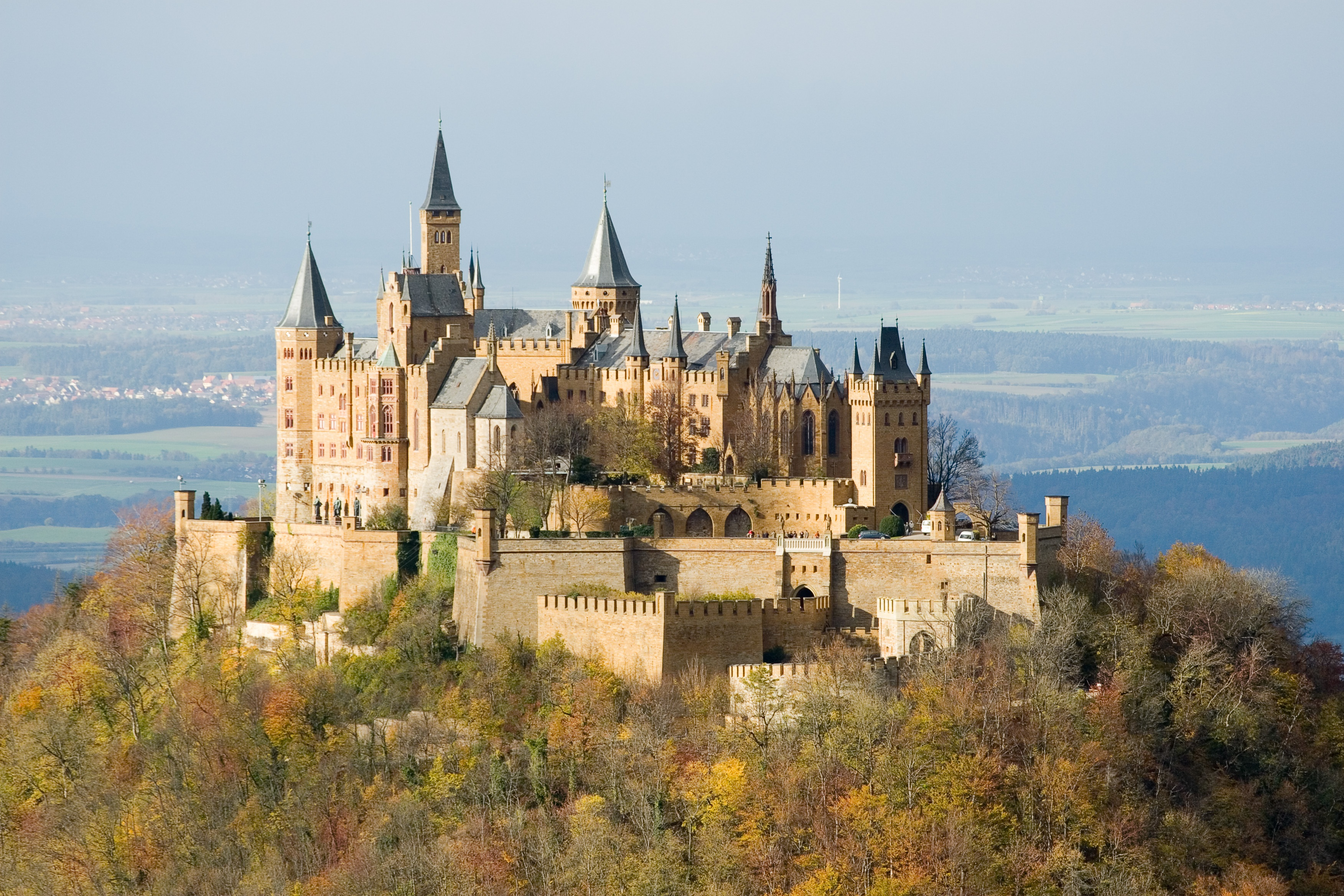
Burcht Hohenzollern, een 19e-eeuws romantisch kasteel, gebouwd op de resten van een middeleeuwse burcht.

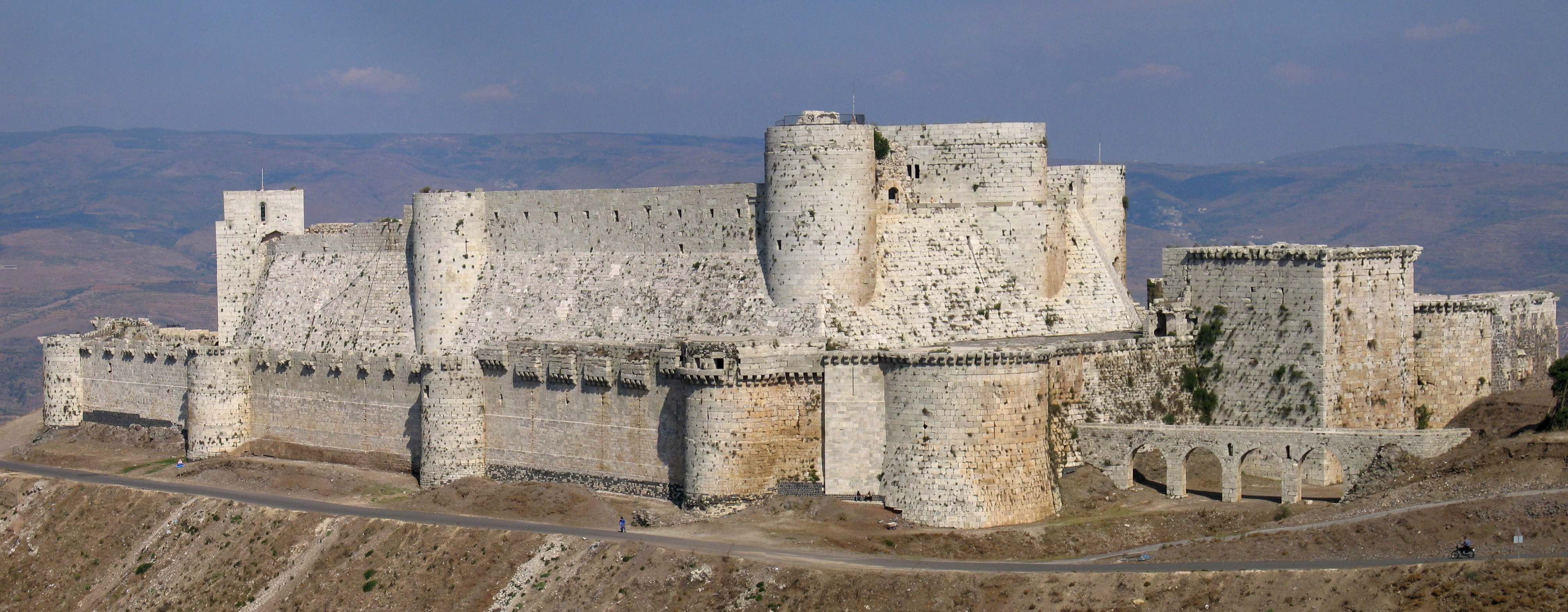
Krak des Chevaliers, een 12e-eeuwse kruisriddersburcht in Syrië.

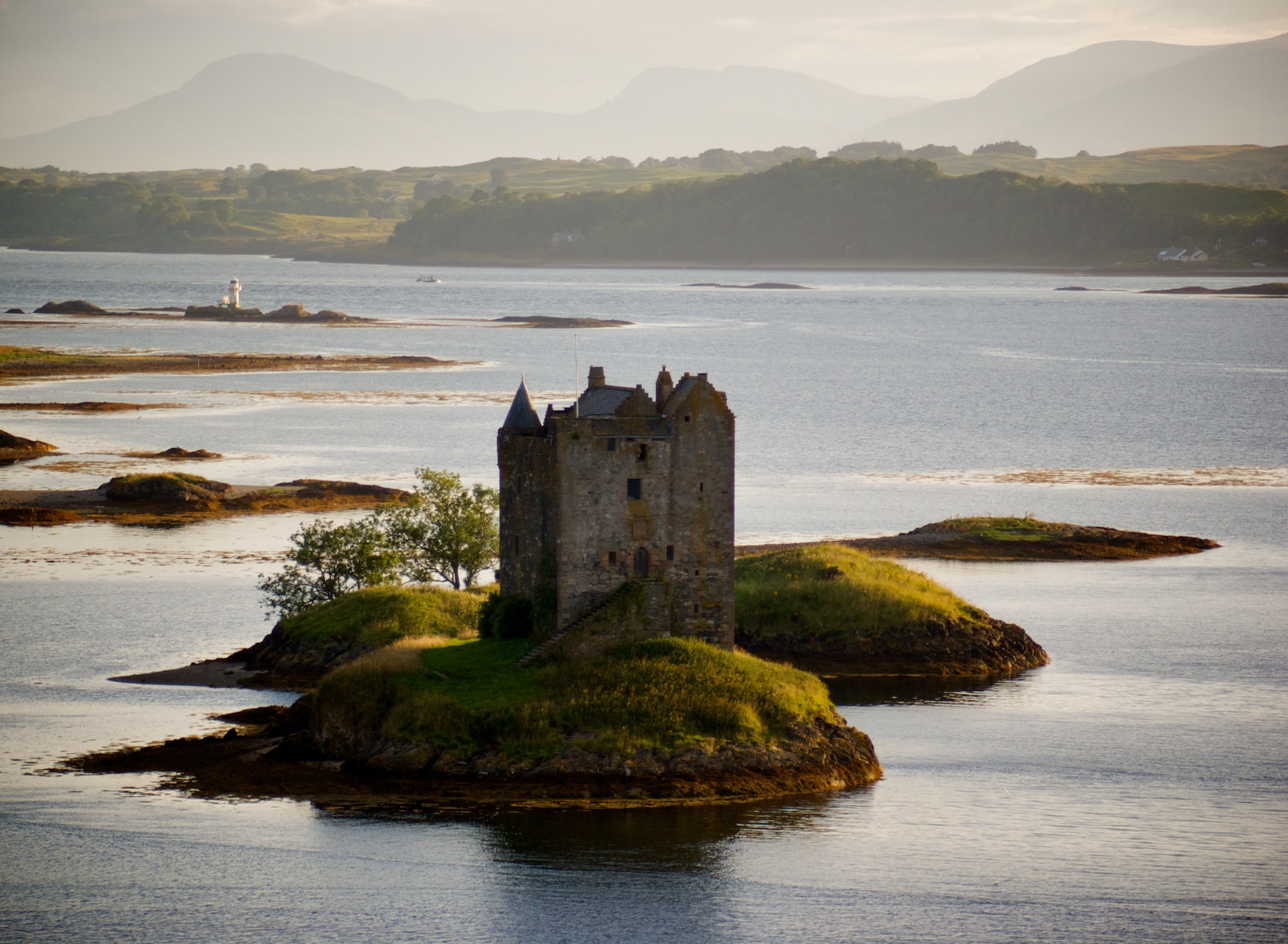
Castle Stalker is een Schots torenkasteel uit de 15e eeuw.

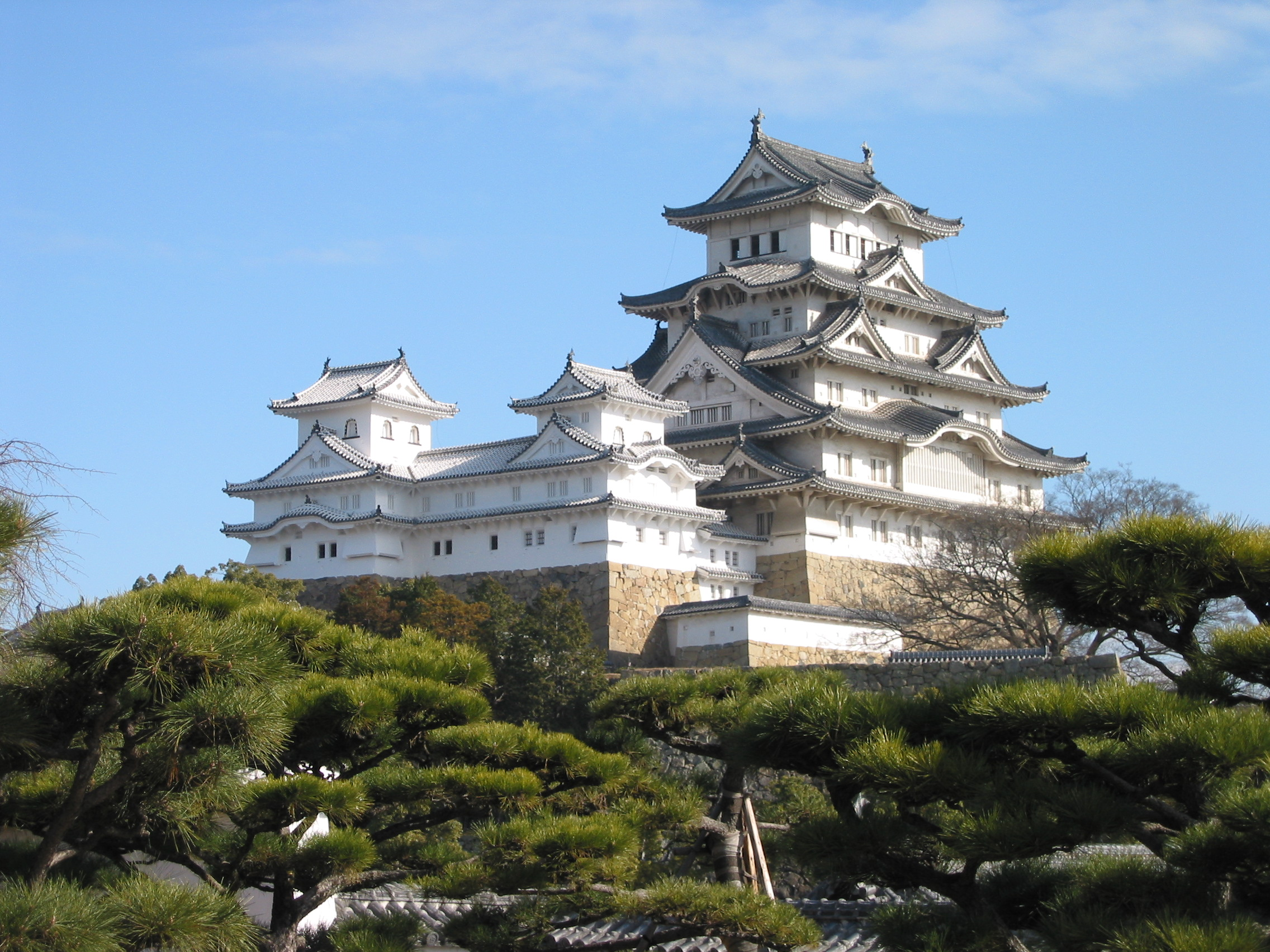
Het middeleeuwse Himejikasteel in Japan.

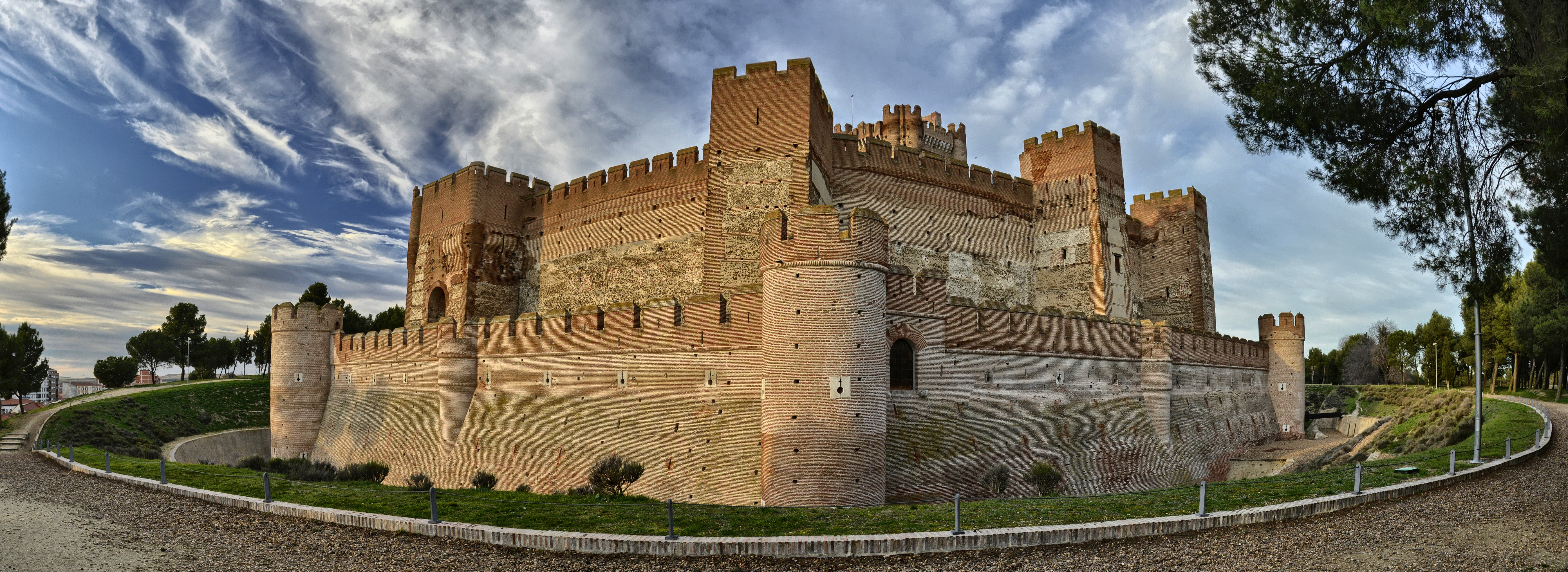
Kasteel in Medina del Campo

Kasteel is een verzamelbegrip voor zelfstandige, versterkte bouwwerken uit de middeleeuwen die onder de toenmalige militaire omstandigheden te verdedigen waren. De benaming werd niet gebruikt in de tijdsperiode dat de werken gebouwd werden, maar is van later datum, toentertijd waren woorden als stins, borg of burcht en havezate gebruikelijk. De benaming kasteel wordt ook wel gebruikt voor jongere bouwwerken die qua vorm aansluiten bij de middeleeuwse burcht.
Het kasteel combineerde oorspronkelijk de functies van verdedigbaarheid en bewoonbaarheid aan een beperkte groep mensen, variërend van een adellijke familie tot een militair garnizoen. Een kasteel is als militaire structuur groter dan een toren maar kleiner dan een versterkte stad. Een kasteel kan zich bevinden in een stad, maar moet daarvan kunnen worden afgesneden door het sluiten van een hek of het ophalen van een ophaalbrug. Een sterk kasteel wordt ook wel aangeduid als burcht of slot.
Ook al is het woord kasteel voor veel mensen een containerbegrip, het wordt in ieder geval gebruikt om een private, versterkte woonplaats van een heer of edele aan te duiden. Dit ter onderscheid van een paleis, dat niet versterkt is, van een fort dat niet de woonplaats is van de adel en van een ommuurde stad die een collectieve verdediging vormt.

## Etymologie
Het woord kasteel is afgeleid van het Latijnse ‘’castellum’’ dat fort of toevluchtsoord betekent. Sommige middeleeuwse kastelen zijn verrezen op de plek van een Romeins castellum. Een voorbeeld hiervan is de palts van Karel de Grote in Aken, burg Frankenberg, en het Pevensey Castle in Engeland, waar nog twee derde van de Romeinse ommuring aanwezig is.
Het woord kasteel werd in de middeleeuwen niet gebruikt, maar kwam pas later in zwang als een verzamelnaam voor alle vormen van kasteelachtige gebouwen. In het toenmalige  woordgebruik werden kastelen aangeduid als huis, stins, state of steenhuis; burg, borg of burcht; slot, havezate, ridderhofstad of toren.
In Groningen wordt een kasteel een borg genoemd, in Friesland een state of stins, in de oostelijke provincies havezate. Een borg, stins of havezate was over het algemeen gebouwd door een persoon aan wie bestuurlijke voorrechten waren verleend op grond van het leenrecht, een zogenoemde ridderhofstede.

## Functies
Een middeleeuws kasteel bezat oorspronkelijk de volgende functies:
- residentie: het is bewoonbaar en te gebruiken als woning en legerplaats
- versterkt: het is verdedigbaar tegen aanvallen
- privébezit van een adellijke familie
- machtspositie: het straalt macht en status uit behorende bij de rechtspositie van de eigenaars.[8]

Na 1600 verandert de functie van het kasteel. Door de opkomst van het buskruit en de artillerie werd het voor particulieren ondoenlijk nog verdedigbare huizen te bouwen, maar de nieuwe generaties bezitters wilden wel het aanzien van de oude adel behouden. Bestaande en nieuwe kastelen werden verbouwd of gebouwd als lusthoven met grachten, torens en andere kenmerken van de vroegere kastelen, die status en macht uitstralen.

## Geschiedenis
Kastelen gaan terug op twee soorten bouwtradities uit de oudheid. De eerste is die van Romeinse militaire bouwwerken, met name de permanente stenen castella voor de stationering van hulptroepen en de tijdelijke houten en aarden castra voor legionairs. De tweede is de Europese volksburcht, bestaande uit aarden wallen en (droge) grachten, die niet werd bewoond, maar waar men zich terugtrok in tijden van nood; ze worden daarom ook wel vluchtburg of vluchtburcht genoemd.
In de vroege middeleeuwen volgden de Merovingen en Karolingen grotendeels de Romeinse traditie: grensversterkingen werden gebouwd van hout en aarde; de paleizen (paltsen) en landhuizen waar de adel woonde waren echter open en niet versterkt. In het Saksenland (7e tot 9e eeuw) ontstonden ondertussen (ring)walburchten: een cirkelvormige nederzetting met woningen en bedrijfsgebouwen omringd door een aarden wal, meestal met een houten borstwering erop, met daar omheen een (met water gevulde) beschermende gracht. In tegenstelling tot de antieke vluchtburchten waren dit dus versterkte woonplaatsen.
Kastelen werden in de hoge middeleeuwen, meer bepaald ongeveer vanaf het jaar 900, ontwikkeld als verdedigbare woning van een grootgrondbezitter. Dit kon een versterkte hoeve of huis zijn of een speciaal gebouwde constructie om in tijden van gevaar naar te kunnen vluchten. Aanvankelijk bestond de versterking (soms curtis genoemd) uit houten palissades, later werden stenen muren gebruikt.
Met de introductie van het buskruit en artillerie (14e eeuw) verloren kastelen in de late middeleeuwen hun militaire functie, die vanaf de late 15e eeuw werd overgenomen door (niet-bewoonde) forten. De overgebleven kastelen werden vaak omgebouwd tot lusthoven en buitenplaatsen waarin veeleer het wooncomfort werd nagestreefd. Bij sommige kastelen is het militaire aspect uiteindelijk geheel verdwenen. Het Kasteel van Versailles, slot Schönbrunn en kasteel Sanssouci (17e en 18e eeuw) zijn daar in Europa goede voorbeelden van.
Na de middeleeuwen werden veel residenties van edelen of rijke families gebouwd of herbouwd met elementen van middeleeuwse kastelen zoals een toren of een gracht. Sommige woningen werden als compleet imitatiekasteel gebouwd, met torens, alsof het ooit versterkte burchten waren geweest. Het 19e-eeuwse Kasteel de Haar is een voorbeeld van een imitatiekasteel, dat is gebouwd op de fundamenten van het oorspronkelijke kasteel, maar als voornaamste functie het imponeren van de gasten van de eigenaar had.

## Kasteeltypen
Een hoofdindeling is te maken op basis van de topografische positie van kastelen, met aan de ene kant de hoogteburchten die gelegen zijn op natuurlijke hoogten in het landschap en aan de andere kant de laaglandkastelen die in de vlaktes en de valleien gelegen zijn.

### Ringwalburg
Een ringwalburg is een eenvoudige ronde wal, eventueel bekroond met een muur van palissaden, die omgeven is door een eventueel met water gevulde gracht. Een dergelijke burcht kon een versterkt huis of donjon herbergen (zoals het geval was bij de Hunneborg nabij Denekamp), of zij kon de kern vormen van een nederzetting, waarbij de belangrijkste gebouwen zich in de burcht bevonden. Deze vorm van een burcht of kasteel werd vooral in de Vroege middeleeuwen (6e eeuw tot de 10e eeuw) toegepast, maar er zijn bewijzen dat er enkele ringwalburgen nog tot in 1350 in gebruik zijn geweest. De hausse in de bouw van ringwalburgen vond plaats aan het einde van de 9e eeuw tegen Vikinginvallen. Langs de kusten, aan de mondingen van de rivieren en rond belangrijke bestuurs- en handelscentra werden ringwalburgen aangelegd in opdracht van het centrale gezag door de lokale heren en kloosters. Voorbeelden: Oostburg, Oost Souburg, Domburg, Middelburg, Burgh-Haamstede, Rijnsburg, Den Burg, Zutphen, Deventer en mogelijk ook Maastricht.

### Donjon of woontoren
Een donjon is een zware, versterkte toren. Sommige kastelen gebruikten een donjon als laatste vluchtplaats in noodgevallen, zoals bij de waterburcht van Culemborg. Bij andere kastelen was de donjon het voornaamste woongebouw (bijvoorbeeld de eerste twee incarnaties van Kasteel Valkenburg). Of het kasteel bestond enkel uit een toren, zoals de Schierstins in Veenwouden of de Dever bij Lisse. Een donjon kan zodoende in de meeste kasteeltypen voorkomen. Soms als voornaamste bebouwing, maar meestal ingebouwd in een kasteelcomplex.

### Motte
Een motte is een door mensen gemaakte heuvel waarop een versterking werd gebouwd. Een goed bewaard voorbeeld hiervan is de Leidse Burcht. De aarde voor de motteheuvel werd verkregen door het uitgraven van een gracht rondom de motte. Op de heuvel stond meestal een enkele donjon omringd door een muur of palissade. Onderaan de motte kon men een voorhof vinden, een ommuurd complex met stallen en voorraadschuren. Soms stond ook het eigenlijke woonhuis op de voorburcht en werd de donjon enkel als noodverblijf gebruikt. Het mottekasteel ontstond ten tijde van de Noormannen.

### Palts
Een palts was een koninklijke verblijfplaats van het Frankische Rijk en daarna het Heilige Roomse Rijk. De paltsen hadden zowel kenmerken van een kasteel (versterkte woning) als van paleis (ambtswoning) en bevonden zich door het hele rijk. Zo kon de koning en later de Duitse keizer zijn enorme rijk besturen door rond te reizen van palts tot palts. Als de koning of keizer er niet was, stonden de paltsen dus lange tijd min of meer leeg.
In Nederland hebben paltsen gestaan in Nijmegen, Utrecht, Maastricht en Zutphen.

### Concentrische burcht
Een kasteelcomplex verdedigd door concentrische ringen van verdedigingswerken. Kastelen van dit type hadden ook geen centrale donjon meer. De belangrijkste gebouwen werden ondergebracht in een complex in het midden van het kasteel, gegroepeerd rond een binnenhof. Dit type kasteel werd ontwikkeld naar voorbeeld van de islamitische burchten die men in het Midden-Oosten tegenkwam tijdens de kruistochten. Zo bouwde bijvoorbeeld Godfried van Bouillon op een meander van de Semois zijn burcht verder uit. In Nederland is alleen de laatste versie van Kasteel Valkenburg een zuivere concentrische burcht. Wel waren de vierkante waterburchten, gebouwd door Floris V, sterk geïnspireerd door de Engelse concentrische burchten.

### Waterburcht of waterkasteel
Een waterburcht of waterslot is een type kasteel waarbij een kasteelcomplex direct omgeven is door een brede gracht of gebouwd is in een meer, rivier of ander water. Het kasteel staat niet boven op een motte en het complex is niet omgeven door extra verdedigingsmuren. De buitenmuren van het complex zelf zijn de belangrijkste verdedigingswerken. De gebouwen zijn meestal gerangschikt rond een binnenhof, en eventueel worden diverse delen van het complex verbonden door een schildmuur. Hoektorens zorgen voor extra verdediging. Voorbeelden van dit soort kastelen zijn de Cannenburgh in Vaassen, het Muiderslot in Muiden, Slot Loevestein en Kasteel Ammersoyen in de Bommelerwaard, kasteel Helmond, het waterkasteel van Schoonbeek, het Kasteel Radboud in Medemblik, de commanderij van Alden Biesen in Rijkhoven en Kasteel Brederode in Santpoort. Slot Egeskov in Denemarken wordt gezien als een van de mooiste en best bewaarde waterburchten in Europa.

### Stadskastelen
Een stadskasteel kan een adellijke woning in een stad zijn, bijvoorbeeld de Markiezenhof in Bergen op Zoom. Maar het kan ook een verdedigbaar stenen huis of toren zijn die in een middeleeuwse stad een plaatselijke ridder of anderszins belangrijk persoon huisvestte, bijvoorbeeld het Arent thoe Boecophuis in Elburg.
Voorbeelden van dit soort stadskastelen:
- in België: het Hof van Savoye en het Hof van Buysleyden in Mechelen, en de residentie van de graven Arconati-Visconti te Brussel.
- in Nederland: Huis Oudaen aan de Oudegracht in Utrecht en het Maarten van Rossumhuis in Zaltbommel.

### Dwangburcht
Een dwangburcht of dwangkasteel is een versterkt bouwwerk waarvanuit de bewoners van de plaats of de omliggende regio of streek onder bedwang worden of werden gehouden.

## Bouwdelen van een kasteel

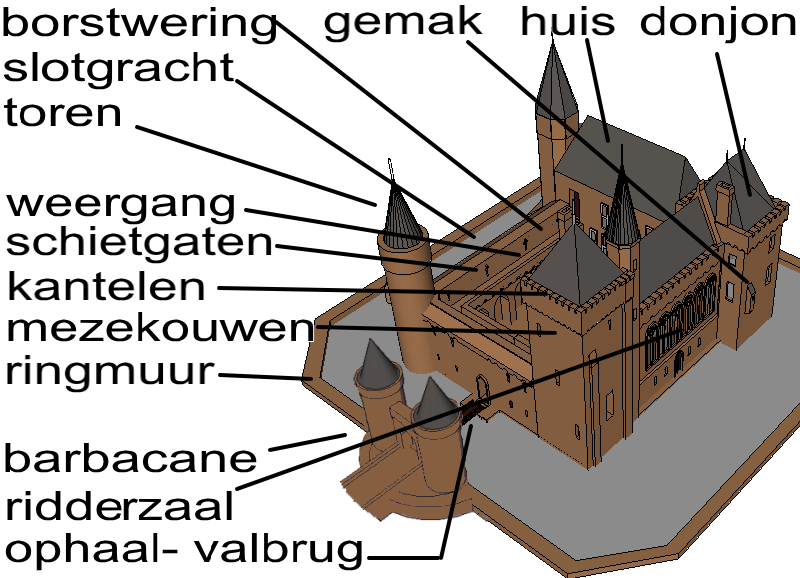
Bouwdelen van een kasteel

- De barbacane: extra poortgebouw vóór de kasteelmuren.
- De borstwering: een dichte lage muur tot borsthoogte, ter verdediging van de mensen die zich op de weergang bevonden.
- De donjon: woontoren, laatste toevluchtsoord binnen de kasteelmuren.
- Het gemak: (het privaat of toilet) hing buiten de kasteelmuur.
- Een kanteel of tinne: een onderdeel van verdedigingswerken. Het is een rechtopstaand, vierkant of rechthoekig stuk van een borstwering, met eventueel een schietgat in het midden.
- De kerker of burchtverlies: kelders onder grondniveau.
- De mezekouw: een uitbouwtje waaruit voorwerpen en hete pek op aanvallers gegooid kon worden.
- De ridderzaal, ook wel grote zaal of feestzaal genoemd.
- De ringmuur: een verdedigingsmuur rondom het gebouw.
- De slotgracht: kastelen waren vaak omringd door een natte of droge gracht, die diende om muren en poorten te beschermen tegen het gebruik van stormrammen.
- De torens: deze dienden als uitkijkpost of ter verdediging, vaak op de hoeken van het kasteel.
- Een poorttoren.
- Een traptoren.
- De valbrug of ophaalbrug over de slotgracht.
- Het valhek: hekwerk ter afsluiting van de poortdoorgang.
- De voorburcht: verdedigbaar onderdeel van het kasteel, gelegen vóór de hoofdburcht.
- De weergang: een met borstwering of kantelen beveiligde loopgang op de kasteelmuur.